# Trudawaja (stacja kolejowa)
Trudawaja (biał. Трудавая, ros. Трудовая) – stacja kolejowa w miejscowości Trudawaja, w rejonie janowskim, w obwodzie brzeskim, na Białorusi. Leży na linii Homel – Łuniniec – Żabinka.
Stacja istniała przed II wojną światową. Nosiła wówczas nazwę Snitowo. Starą nazwę można było dostrzeć na budynku stacyjnym jeszcze w 2005.